# Италија на Светском првенству у атлетици на отвореном 2017.
Италија је учествовала на Светском првенству у атлетици на отвореном 2017.  одржаном у Лондону од 4. до 13. августа шеснаести пут, односно учествовала је на свим првенствима до данас. Репрезентацију Италија је представљао 35. такмичар (18 мушкараца и 17 жена) у 20. атлетских дисциплина (10 мушких и 10 женских).,.
На овом првенству Италија је по броју освојених медаља делила 37. место са 1 освојеном медаљом (бронзана). У табели успешности (према броју и пласману такмичара који су учествовали у финалним такмичењима (првих 8 такмичара) Италија је са 2 учесника у финалу делила 37. место са 9 бодова.
| Плас. | Земља   | 1. место | 2. место | 3. место | 4. место | 5. место | 6. место | 7. место | 8. место | Бр. финал. | Бод. |
| ----- | ------- | -------- | -------- | -------- | -------- | -------- | -------- | -------- | -------- | ---------- | ---- |
| =37.  | Италија | 0        | 0        | 1        | 0        | 0        | 1        | 0        | 0        | 2          | 9    |

## Освајачи медаља

### бронза (1)
- Антонела Палмизано — 20 км ходање

## Учесници
| Мушкарци: - Филипо Торту — 200 м - Давиде Ре — 400 м - Данијеле Меучи — Маратон - Стефано Ла Роза — Маратон - Хозе Рејналдо Белкосме де Леон — 400 м препоне - Лоренцо Вергани — 400 м препоне - Ала Цоглами — 3.000 м препреке - Абдулах Бамуса — 3.000 м препреке - Јоханес Кјапинели — 3.000 м препреке - Ђорђо Рубино — 20 км ходање - Франческо Фортунато — 20 км ходање - Матео Ђупони — 20 км ходање - Марко Де Лука — 50 км ходање - Микеле Антонели — 50 км ходање - Ђанмарко Тамбери — Скок увис - Кевин Ојиаку — Скок удаљ - Марко Лингва — Бацање кладива - Симоне Фалони — Бацање кладива | Жене: - Глорија Хупер — 200 м - Ирена Сирагуза — 200 м - Марија Бенедикта Чигболу — 400 м, 4х400 м - Јуснејси Сантиусти — 800 м - Маргерита Мањани — 1.500 м - Ајомиде Фолорунсо — 400 м препоне, 4х400 м - Јадислејдис Педросо — 400 м препоне - Марција Каравели — 400 м препоне - Франческа Бертони — 3.000 м препреке - Марија Енрика Спача — 4х400 м - Либанија Гренот — 4х400 м - Антонела Палмизано — 20 км ходање - Елеонора Ђорђи — 20 км ходање - Валентина Траплети — 20 км ходање - Алесија Трост — Скок увис - Ерика Фурлани — Скок увис - Лаура Страти — Скок удаљ |

## Резултати

### Мушкарци
| Атлетичар                      | Дисциплина       | Лични рекорд | Квалификације     | Квалификације     | Полуфинале           | Полуфинале           | Финале                | Финале       | Детаљи |
| Атлетичар                      | Дисциплина       | Лични рекорд | Резултат          | Место             | Резултат             | Место                | Резултат              | Место        | Детаљи |
| ------------------------------ | ---------------- | ------------ | ----------------- | ----------------- | -------------------- | -------------------- | --------------------- | ------------ | ------ |
| Филипо Торту                   | 200 м            | 20,34        | 20.59 КВ          | 3. у гр. 5        | 20,62                | 6. у гр. 1           | Нису се квалификовали | 17 / 46 (50) |        |
| Давиде Ре                      | 400 м            | 45,26        | 45,71 КВ          | 2. у гр. 2        | 45,95                | 8. у гр. 3           | Нису се квалификовали | 23 /49 (52)  |        |
| Данијеле Меучи                 | маратон          | 2:11:08      |                   |                   |                      |                      | 2:10:56 ЛР            | 6 / 71 (100) |        |
| Стефано Ла Роза                | маратон          | 2:09:53      | Није завршио трку | Није завршио трку |                      |                      |                       |              |        |
| Хозе Рејналдо Белкосме де Леон | 400 м препоне    | 49,22        | 49,79 (.789) КВ   | 4. у гр. 3        | 50,29                | 5. у гр. 3           | Није се квалификовао  | 16 / 36 (40) |        |
| Лоренцо Вергани                | 400 м препоне    | 49,36        | 50,37             | 6. у гр. 2        | Није се квалификовао | Није се квалификовао | Није се квалификовао  | 29 / 36 (40) |        |
| Ала Цоглами                    | 3.000 м препреке | 8:29,26      | 8:47,30           | 7. у гр. 1        |                      |                      | Нису се квалификовали | 16 / 44 (45) |        |
| Абдулах Бамуса                 | 3.000 м препреке | 8:22,00      | 8:34,86           | 8. у гр. 2        | 26 / 44 (45)         |                      | Нису се квалификовали |              |        |
| Јоханес Кјапинели              | 3.000 м препреке | 8:27,34      | 8:36,48           | 10. у гр. 3       | 30 / 44 (45)         |                      | Нису се квалификовали |              |        |
| Ђорђо Рубино                   | 20 км ходање     | 1:19:37      |                   |                   |                      |                      | 1:20:47 ЛРС           | 16 / 58 (64) |        |
| Франческо Фортунато            | 20 км ходање     | 1:22:04      | 1:22:01 ЛР        | 27. / 58 (64)     |                      |                      |                       |              |        |
| Матео Ђупони                   | 20 км ходање     | 1:20:27      | 1:25:20 ЛРС       | 48 / 58 (64)      |                      |                      |                       |              |        |
| Марко Де Лука                  | 50 км ходање     | 3:44:47      | 3:45:02 ЛРС       | 9 / 38 (54)       |                      |                      |                       |              |        |
| Микеле Антонели                | 50 км ходање     | 3:49:07      | Није завршио трку | Није завршио трку |                      |                      |                       |              |        |
| Ђанмарко Тамбери               | Скок увис        | 2,39 НР      | 2,29 ЛРС          | 5. у гр. Б        |                      |                      | Нису се квалификовали | 14 / 26 (27) |        |
| Кевин Ојиаку                   | Скок удаљ        | 8,20 НР      | 2,29              | 8. у гр. Б        | 18 / 31 (32)         |                      | Нису се квалификовали |              |        |
| Марко Лингва                   | Бацање кладива   | 79,97        | 74,41 кв          | 9. у гр. А        | 75,13                | 10 / 32              |                       |              |        |
| Симоне Фалони                  | Бацање кладива   | 75,73        | 69,90             | 15. у гр. Б       | Није се квалификовао | 30 / 32              |                       |              |        |

### Жене
| Атлетичарка                                                                    | Дисциплина       | Лични рекорд | Квалификације   | Квалификације | Полуфинале            | Полуфинале            | Финале                | Финале       | Детаљи |
| Атлетичарка                                                                    | Дисциплина       | Лични рекорд | Резултат        | Место         | Резултат              | Место                 | Резултат              | Место        | Детаљи |
| ------------------------------------------------------------------------------ | ---------------- | ------------ | --------------- | ------------- | --------------------- | --------------------- | --------------------- | ------------ | ------ |
| Глорија Хупер                                                                  | 200 м            | 22,89        | 23,51 (.507)    | 5. у гр. 7    | Нису се квалификовале | Нису се квалификовале | Нису се квалификовале | 28 / 49 (51) |        |
| Ирена Сирагуза                                                                 | 200 м            | 23,00        | 23,73           | 5. у гр. 6    | Нису се квалификовале | Нису се квалификовале | Нису се квалификовале | 34 / 41 (42) |        |
| Марија Бенедикта Чикболу                                                       | 400 м            | 51,67        | 53,00           | 4. у гр. 1    | Нису се квалификовале | Нису се квалификовале | Нису се квалификовале | 39 / 48 (49) |        |
| Јуснејси Сантиусти                                                             | 800 м            | 1:58,53      | 2:02,75         | 7. у гр. 4    | Нису се квалификовале | Нису се квалификовале | Нису се квалификовале | 32 / 45 (47) |        |
| Маргерита Мањани                                                               | 1.500 м          | 4:06,05      | 4:09,15         | 12. у гр. 3   | Нису се квалификовале | Нису се квалификовале | Нису се квалификовале | 29 / 43 (44) |        |
| Ајомиде Фолорунсо                                                              | 400 м препоне    | 55,50        | 55,65 КВ, ЛРС   | 4. у гр. 2    | 56,47                 | 5. у гр. 2            | Нису се квалификовале | 18 / 39      |        |
| Јадислејди Педросо                                                             | 400 м препоне    | 54,54 НР     | 56,41 (,401) кв | 5. у гр. 5    | 55,95                 | 4. у гр. 3            | Нису се квалификовале | 13 / 39      |        |
| Марција Каравели                                                               | 400 м препоне    | 55,69        | 56,92           | 5. у гр. 4    | Није се квалификовала | Није се квалификовала | Није се квалификовала | 29 / 39      |        |
| Франческа Бертони                                                              | 3.000 м препреке | 9:43,80      | 10:01,36        | 121. у гр. 3  |                       |                       | Нису се квалификовале | 34 / 40 (42) |        |
| Марија Бенедикта Чикболу Марија Енрика Спача Либанија Гренот Ајомиде Фолорунсо | 4 х 400 м        | 3:25,16 НР   | 3:27,81 НРС     | 5. у гр. 2    | 9 / 13 (16)           |                       | Нису се квалификовале |              |        |
| Антонела Палмизано                                                             | 20 км ходање     | 1:27:51      |                 |               |                       |                       | 1:26:36 ЛР            |              |        |
| Елеонора Ђорђи                                                                 | 20 км ходање     | 1:26:17 НР   | 1:30:34 ЛРС     | 14 / 52 (61)  |                       |                       |                       |              |        |
| Валентина Траплети                                                             | 20 км ходање     | 1:30:58      | 1:30:35 ЛРС     | 15./ 52 (61)  |                       |                       |                       |              |        |
| Алесија Трост                                                                  | Скок увис        | 1,96         | 1,89            | 11. у гр. Б   |                       |                       | Нису се квалификовале | 19 / 29 (30) |        |
| Ерика Фурлани                                                                  | Скок увис        | 1,92         | 1,80            | 14. у гр. А   | 28 / 29 (30)          |                       | Нису се квалификовале |              |        |
| Лаура Страти                                                                   | Скок удаљ        | 6,72         | 6,21            | 11. у гр. Б   | 24 / 30               |                       | Нису се квалификовале |              |        |